# Just Another Way to Say I Love You
Just Another Way to Say I Love You är ett musikalbum av Barry White. Skivan släpptes våren 1975 på skivbolaget 20th Century Records. Albumet blandar snabbare discolåtar med lugna soulballader där White pratsjunger med sin mörksa stämma. Låten What Am I Gonna Do With You som White inspirerades av sin fru Glodeon White att skriva blev albumets största hitsingel. Låten Love Serenade, med textfraser som "I want you the way you came into the world" och "i don't wanna feel no clothes" släpptes aldrig som singel men ansågs populär nog för att få en plats på samlingsalbumet Barry White's Greatest Hits senare samma år.

## Låtlista
1. Heavenly, That's What You Are to Me
2. I'll Do for You Anything You Want Me To
3. All Because of You
4. Love Serenade
5. What Am I Gonna Do With You
6. Let Me Live My Life Lovin' You Baby
7. Love Serenade: Part 2

## Listplaceringar
| Lista (1975)   | Position               |
| -------------- | ---------------------- |
| Australien     | 54 (Kent Music Report) |
| Danmark        | 13 (Top 20)            |
| Finland        | 12                     |
| Frankrike      | 1                      |
| Kanada         | 44 (RPM)               |
| Norge          | 10 (VG-lista)          |
| Storbritannien | 12                     |
| Sverige        | 7 (Kvällstoppen)       |
| USA            | 17 (Billboard 200)     |
| Västtyskland   | 17                     |